# Hector Lake
Hector Lake är en sjö i Kanada.   Den ligger i provinsen Alberta, i den centrala delen av landet, 3 000 km väster om huvudstaden Ottawa. Hector Lake ligger 1 744 meter över havet. Arean är 5,2 kvadratkilometer. Den sträcker sig 3,4 kilometer i nord-sydlig riktning, och 4,9 kilometer i öst-västlig riktning.
Trakten runt Hector Lake består i huvudsak av gräsmarker. Trakten runt Hector Lake är nära nog obefolkad, med mindre än två invånare per kvadratkilometer.